# Robert Olivo
Robert Olivo, pseud. art. Ondine (ur. 16 czerwca 1937 w Brooklynie, zm. 28 kwietnia 1989 tamże) – amerykański aktor występujący w połowie lat 60. w serii filmów Andy’ego Warhola, którego, jak twierdził, poznał w 1961 podczas orgii.

## Życiorys
Urodził się w nowojorskim Brooklynie jako Robert Xavier Francis Peter Michael Olivo. Po raz pierwszy spotkał Warhola podczas orgii zorganizowanej około 1961 lub 1962 i był przerażony tym, że Warhol nie dołączył do niej. Warhol wyszedł, nie wiedząc, kim jest, ani nie rozumiejąc, że przyszły tytan pop-artu był w istocie podglądaczem.
Swój pseudonim otrzymał po wyjściu z wody na plaży (undine; ang. nimfa wodna); przyjął imię głównej bohaterki w sztuce Jeana Giraudoux Ondyna, którą grała Audrey Hepburn na Broadwayu. Warhol zaczął kręcić „podziemne” filmy w 1963, a Ondine zaczął występować w jego twórczości w 1964. Ondine zadebiutował w dramacie Kanapa (Couch, 1964). Następnie pojawił się w filmach takich jak Surowy weekend (Raw Weekend, 1964), Batman Dracula (1964), Vinyl (1965) jako szumowina dziecięcy, Horse (1965), Afternoon (1965), Since (1966) jako Lyndon B. Johnson i Naśladowanie Chrystusa (Imitation of Christ, 1967) w roli ojca. W dramacie **** (1967) z udziałem Joego Dallesandro i piosenkarki Nico zagrał ojca i Ebenezera Scrooge’a. Pierwszym dużym komercyjnym sukcesem Warhola po wielu awangardowych filmach artystycznych były Dziewczęta z Chelsea (Chelsea Girls, 1966), gdzie Ondine wystąpił w roli papieża.
W 1968 wydano opartą na transkrypcjach 24 jednogodzinnych taśm książkę a,A Novel, która jest podobno dobą z życia Ondina. W ostatnim film Warhola The Loves of Ondine (1968) zagrał geja Ondina, który pragnie stać się heteroseksualistą. Planował wystąpić w filmie Lonesome Cowboys, lecz nigdy nie pojawił się w lokalu, gdzie film kręcono. W konsekwencji zabroniono mu przychodzić do Factory, studia Andy’ego Warhola, jednak Olivo i Warhol pozostali przyjaciółmi. 
W 1967 wystąpił w off-broadwayowskiej produkcji Conquest of the Universe or Where Queens Collide z Mary Woronov. W latach 70. Ondine wykładał na uniwersytetach jako Warhol Superstar o jego czasach. 
W latach 80. występował w wielu off-broadwayowskich przedstawieniach, aż zły stan zdrowia zmusił go do przerwania występów. Zmarł 1 stycznia 1989 w dzielnicy Queens w Nowym Jorku w wieku 52 lat na chorobę wątroby związanej z AIDS.